# Michele Sepe
Michele Sepe (Roma, 8 ottobre 1986) è un rugbista a 15 italiano, 3 volte internazionale per l'Italia, attivo in carriera nel ruolo di tre quarti ala.

## Biografia
Crebbe nelle giovanili della Lazio&Primavera, nella stagione 2005-06 si trasferì alla Capitolina con cui fu, nonostante la sua giovane età, tra i protagonisti dell’eccezionale promozione del club romano in Super 10 al termine della stagione, con all'attivo ventotto mete marcate. La stagione successiva esordì in Super 10 con la maglia capitolina.
Con una carriera internazionale giovanile già alle spalle, dall'Under-17 all'Under-21, nel giugno del 2006 fu convocato dal C.T. Pierre Berbizier in Nazionale maggiore per il tour in Giappone e Figi, giocando ambedue le partite. L'esordio avvenne a Tokyo l'11 giugno 2006 nella partita vinta dall'Italia contro il Giappone per 52-6.
Nell'estate 2009 si trasferì al Viadana e l'anno dopo al Benetton, dove disputò le stagioni di Celtic League 2010-11 e di Pro12 2011-12.
Fu riconvocato in Nazionale nell'estate 2010 per il tour in Sudafrica dove giocò il secondo test match contro gli Springboks segnando l'unica meta azzurra.
Vestì, inoltre, la maglia della Nazionale A e partecipò con la Nazionale a 7 ai Mondiali di Dubai 2009.
Nella stagione 2012-13 giocò con I Cavalieri Prato la finale scudetto, poi persa contro Mogliano, per poi ritornare, l'anno successivo, a Roma con le Fiamme Oro con cui vinse il Trofeo Eccellenza 2013-14. Rimase nel Gruppo Sportivo fino alla stagione 2017-18, al termine della quale decise di ritirarsi dall'attività agonistica, all'età di 32 anni, con davanti un futuro di allenatore nella preparazione atletica.

## Palmarès
- Trofei Eccellenza : 1
Fiamme Oro: 2013-14